# Yemi Mobolade
Blessing «Yemi» Mobolade (nacido en 1978 o 1979) es un empresario y político nigeriano-estadounidense. Es el alcalde número 42 de Colorado Springs, Colorado, y prestó juramento el 6 de junio de 2023.

## Primeros años y carrera
Mobolade nació y creció en Lagos, Nigeria. El padre de Mobolade trabajaba en finanzas para ExxonMobil mientras que su madre era maestra de secundaria. Tiene un hermano mayor y dos hermanas menores. En agosto de 1996, Mobolade emigró a los Estados Unidos. Se graduó de la Universidad Bethel en 2001. Obtuvo una maestría de la Universidad Wesleyana de Indiana en administración y liderazgo y un Magíster de Divinidad del Seminario Teológico AW Tozer de la Universidad Simpson.
En 2010, Mobolade se instaló en Colorado Springs, Colorado. Cofundó dos restaurantes, fundó una iglesia dentro de la Alianza Cristiana y Misionera y fue líder ministerial en la Primera Iglesia Presbiteriana de Colorado Springs entre 2015 y 2017. Mobolade fue vicepresidente de retención de empresas de la cámara de comercio de Colorado Springs de 2017 a 2019 y gerente de desarrollo de pequeñas empresas de Colorado Springs de 2019 a 2022.

## Alcalde de Colorado Springs
Mobolade anunció su candidatura a la alcaldía de Colorado Springs en las elecciones de 2023 como político independiente en abril de 2022. En la primaria general no partidista, celebrada el 4 de abril, Mobolade terminó en primer lugar en el campo de 12 candidatos con el 29 por ciento de los votos, avanzando a una segunda vuelta electoral contra el republicano Wayne W. Williams, exsecretario de Estado, que recibió el 20 por ciento. Mobolade derrotó a Williams en la segunda vuelta de las elecciones del 16 de mayo, con un 57 por ciento contra un 43 por ciento, para convertirse en la primera persona negra electa alcalde de Colorado Springs, y el primer alcalde electo que no es miembro del Partido Republicano. Asumió el cargo el 6 de junio.

## Vida personal
Mobolade se convirtió en ciudadano estadounidense en 2017. Conoció a su esposa, Abbey, en Indiana; ellos tienen tres hijos.